# Štavljenje
Štavljenje je hemijska obrada sirovog životinjskog krzna ili kože kako bi ga se pretvorilo u materijal koji se da koristiti - u savitljivu kožu.
Sredstvo za štavljenje istiskuje vodu iz međuprostoru između proteinskih vlakana i sljepljuje ta vlakna zajedno. Za štavljenje se najčešće koriste tri sredlje uljestva biljni tanini, mineralne soli, kao što su hrom sulfati i rib ili životinjsko ulje.

## Istorija
Stare civilizacije, poput Egipćana, Vavilonaca i Indijaca stekle su ogromno praktično znanje o veštinama metalurgije, izrade grnčarije i pravljenja boja, ali o tome nisu razvili sistematsku teoriju.  